# DJ Karotte

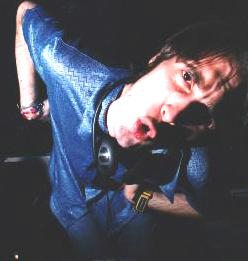
DJ Karotte im Stammheim in Kassel

DJ Karotte (* 15. Februar 1969 in Friedrichsthal, Saarland als Peter Cornely) ist ein deutscher DJ im Bereich der elektronischen Tanzmusik aus Deutschland.

## Leben
Nach einer Ausbildung als Schornsteinfeger begann Cornely seine DJ-Karriere Ende der 1980er-Jahre im Saarland unter anderem in den saarländischen Clubs Mirage, Schwimmschiff (beide Saarbrücken), R-Park (Göttelborn) und Flash (St. Wendel). Bekannt wurde er vor allem durch seine Sets im Bereich der elektronischen Musik. Ab 1994 war er Resident-DJ in dem ehemaligen Club Aufschwung Ost (später Stammheim) in Kassel.
Karotte betreibt die Radiosendung Karotte’s Kitchen auf sunshine live, die jeden Mittwoch gesendet wird, daneben war er Resident-DJ der Radiosendung hr3 clubnight.
2002 wurde eines seiner DJ-Sets auf CD veröffentlicht, mit der die U60311 House-Compilation-Reihe eröffnet wurde.
Nebenbei arbeitet Karotte in einer Booking-Agentur und als Musikproduzent. Auf dem Münchner Plattenlabel Kosmo Records erschienen unter anderem die Tracks „As it comes“ und „Other Point of View“, mit Remixes von John Acquaviva, Moonbootica und Tobi Neumann.
Nachdem Karotte sieben Jahre lang in regelmäßigen Abständen im Club U60311 auflegte, wurde er im Jahre 2006 Resident-DJ im Cocoon Club.
Karotte war langjähriger Resident-DJ im Münchner Techno-Club Harry Klein. Nachdem dieser im Jahr 2023 schließen musste, wechselte Karotte zum nahegelegenen Club Pacha.

## Diskografie (Auswahl)
Releases
- Karotte & Kaiserdisco Knocking Echoes EP 2017
- Karotte & Kaiserdisco Namaka 2017
- Gregor Tresher & Karotte Sol 2011
- Karotte Go to Bed 2006

Mix-Kompilationen
- U60311 Compilation House Division Vol. 1, 2002
- Stick Of Joy, 2004
- Flokati House (Harry Klein Records) 2005
- Karotte’s Kitchen Vol. 1, 2003
- Karotte’s Kitchen Vol. 2, 2007
- Karotte’s Kitchen Vol. 3, 2008